# Росєйка (Одеська область)
Росєйка — рекреаційна зона, яка входить в межі населеного пункту Приморське у Білгород-Дністровському районі Одеської області. Знаходиться на території Національного заповідника Тузлівські лимани. 

## Географічне розташування
Селище являє собою бальнеологічно-грязевий курорт, який розкинувся на узбережжі одразу кількох водойм: лиман Малий Сасик на північному сході, і лиман Джантшейський — на південному заході.[1] Водойми входять до складу Тузловських лиманів, що охороняються Рамсарською конвенцією як місця гніздівлі багатьох видів птахів (загалом — 200 видів, з яких 28 занесені до Червоної книги). Лимани відокремлені від моря піщаною косою, довжиною близько 50 км, шириною 100—300 м. Селище поєднується із морською косою дерев'яними містками, перекинутими через лимани й дамбою з ґрунтовою дорогою(в 2021 році на дамбі поклали плитку, що зробило проїзд та прохід дамбою більш зручним), що дозволяє доїхати автомобілем до пляжу.

## Курорт
На території курорту міститься близько 50 баз відпочинку, які використовують пляжі, що лежать на морській косі.
В лимані ловляться карась і короп.

### База "Карпати"
На початку 70-х Прикарпатське управління бурових робіт почало будувати для своїх працівників-нафтовиків базу відпочинку у Росєйці. У села Приморське взяли в оренду землю і власними силами почали зводити майбутнє місце відпочинку для багатьох жителів Надвірнянського і Долинського районів Івано-Франківської області.
Коли перші дерев’яні будиночки зводили, люди жили на території майбутньої бази у наметах. Зрештою відбудована база "Карпати" налічувала 14 будиночків по 4 кімнати, розраховані на 3-4 осіб кожна. За літо там було по 4-5 заїздів. Відтак виходить, що за сезон близько 800 відпочивальників відвідували Росєйку. Працівники нафтових підприємств Франківщини та їхні родичі платили лише 10% вартості від путівки. Можливість існувала до 2000-х років. Від 2010 року путівки зникли, трансфер припинився і туристи стали самотужки шукати інші місця. Невдовзі база припинила приймати відвідувачів.
У Росєйці також розташовувалися бази й інших радянських держпідприємств: Васильківського заводу холодильників, Кам’янець-Подільського кабельного завод "Кабельник" та інших. 

## Транспорт
Приїхати в Росєйку можна одним з нижче наведених способів:
- автобусом «Одеса — Приморське» від м. Одеси, станція «Привоз» (близько 4 годин), від м. Татарбунари (близько 1 години);
- власним автотранспортом можна доїхати приблизно за 2 години автотрасою Одеса — Рені (М-15, E87), маршрутом: Одеса — Маяки — Монаші — Сарата — Татарбунари — Зарічне — Лиман — Приморське — Росєйка, зверніть увагу, що маршрут проходить 7,7 км територією Молдови, але паспортного контролю немає, за умови проїзду без зупинки. Можна доїхати й іншою дорогою (Т-16-10): Одеса — Затока⁣ — ⁣Курортне — Миколаївка — Базар'янка — Тузли — Лиман — Жовтий Яр — Вишневе — Приморське — Росєйка, але ця дорога займе в 3 рази більше часу через украй незадовільний стан дороги, що починається за Миколаївкою.
- автобусом «Ізмаїл — Росєйка», відправлення: п'ятниця — 15:00 з Ізмаїлу; неділя — 15:00 з Росєйки.